# La parte del torto
La parte del torto è un singolo del cantautore italiano Vinicio Capossela, pubblicato il 24 marzo 2023, secondo estratto dall'album Tredici canzoni urgenti

## Descrizione
Ispirato ad una celebre frase di Bertolt Brecht ("Ci sedemmo dalla parte del torto perché tutti gli altri posti erano occupati") e dal forte contenuto politico. A tal proposito l'autore ha dichiarato “La politica di oggi ha smesso di fornire visioni, utopie, forme di vita eterna, idee di avvenire e di divenire. Ora si è specchiata ed abbassata all’individuo, al suo strettissimo campo di azione. Se Brecht poteva dire che ci siamo seduti dalla parte del torto, ora il torto non è più appannaggio delle forze che lottano per la libertà. La sinistra, cedendo il ruolo di difesa dei lavoratori, dei senza diritti e degli ultimi che le sarebbe stato proprio, ha lasciato libero il campo a forze che si sono prese anche la parte del torto e, fomentando la paura dell’altro, hanno portato ad una deriva in cui il torto è torto anzitutto contro il senso di umanità. La parte del torto, oggi orgogliosamente rivendicata da destra, è ormai quella in cui ci siamo messi tutti, in una lotta di mera contrapposizione che vanifica e neutralizza il concetto stesso di parte del giusto”.

## Video musicale
Il video musicale è stato pubblicato in concomitanza al lancio del singolo sul canale YouTube del cantante

## Tracce
Testi e musiche di Vinicio Capossela.
1. La parte del torto – 5:14